# Kenyatta International Conference Centre
Kenyatta International Conference Centre (KICC) är en 26 våningar hög skyskrapa i Nairobi, Kenya, och en av stadens mest kända signaturbyggnader. KICC byggdes 1969 och invigdes officiellt 1973.
Byggnaden var ursprungligen beställd av Kenyas dåvarande regeringsparti Kanu, via Tom Mboya. Arkitekten Muoka Mutiso ritade först ett sju våningar högt förslag, men blev enligt egen utsago tillsagd av president Jomo Kenyatta att göra huset betydligt högre. Tornet har en roterande restaurang.
Den högre versionen av byggnaden krävde avsevärda arkitektoniska förändringar, och priset skenade iväg betänkligt. Kenyatta förmådde regeringen gå in med medel, och Norge skänkte en klumpsumma för bygget. När Världsbanken 1973 skulle hålla en konferens i Nairobi underkände de dock konferenslokalerna i det nya huset, och en tillbyggnad fick snabbt göras. Den tillbyggda aulan, med plats för 5 000 åhörare, och tornet invigdes samtidigt den 11 november 1973.
År 2003 tog staten över byggnaden från Kanu.